# Francisco Adolfo Coelho
Francisco Adolfo Coelho (Coímbra, 15 de enero de 1847 — Carcavelos, 9 de febrero de 1919), pedagogo y pedagogista, filólogo y escritor autodidacta, fue una de las figuras más importantes de la intelectualidad portuguesa de los finales del siglo XIX.
Tuvo una infancia repleta de dificultades. Contaba solo con 19 meses cuando su padre murió. Realizó sus estudios de educación media en Coímbra, habiéndose matriculado en matemática a los 15 años en la Universidad. Insatisfecho con el ambiente que ahí encontró, dos años después abandona los estudios universitarios. Se impuso entonces a sí mismo un programa de estudios centrado en autores alemanes, que como efecto provocó que aprendiera el idioma alemán.
Al largo de su vida realizó notables trabajos en pedagogía, lingüística, etnografía y antropología. Fue profesor en el Curso Superior de Letras, donde enseñó Filología Romana Comparada y Filología Portuguesa y asistió a su transformación en Facultad de Letras de la Universidad de Lisboa. Fue director de la Escuela Primaria Superior de Rodrigues Sampaio, creada por su iniciativa. Ejerció también actividades docentes en la Escuela Normal Superior de Lisboa. Participó en varias comisiones de enseñanza media y superior, como vocal o presidente, habiendo elaborado importantes informes en esa calidad. Profirió en las célebres Conferencias del Casino, organizadas por Antero de Quental y Jaime Batalla Reyes, la conferencia "La Cuestión de la Enseñanza" (1871). En su libro homónimo publicado el año siguiente, Adolfo Coelho habla sobre la necesidad y fines de la enseñanza; examina las formas y tipos; la enseñanza en Portugal en decadencia por la alianza entre Iglesia y Estado; defiende la separación entre ambos y la promoción de la libertad del pensamiento.
Sus concepciones pedagógicas asentaban en la convicción de que a través de la educación sería posible regenerar el país. Combatió el sometimiento de la enseñanza en las ideas religiosas. Organizó un importante Museo Pedagógico en la Antigua Escuela del Magistério Primario de Lisboa.
Se encuentra una colaboración de su autoría en las publicaciones periódicas: Renascença  (1878-1879?), El Pantheon  (1880-1881), Froebel  (1882-1884), Blanco y Negro   (1896-1898) y Serões (1901-1911) 

## Obras sobre la enseñanza y pedagogía
- La Cuestión de la Enseñanza, Porto, 1872.
- La Reforma del Curso Superior de Letras, 1880.
- El trabajo manual de la escuela Primaria, Lisboa, 1882.
- Sección de ciencias étnicas. Esbozo de un Programa para el estudio antropológico, patológico y democrático del pueblo portugués. Lisboa, 1890.
- Los Elementos tradicionales de la educación, Porto, 1883.
- Para la historia de la instrucción popular, 1895.
- La enseñanza histórica, filológica y filosófica en Portugal hasta 1858, Coímbra, 1900.
- El Curso Superior de Letras y los Cursos de Habilitación para el Magisterio Secundario, Lisboa, 1908.
- Alexandre Herculano y la Enseñanza Pública, Lisboa, 1910
- Cultura y Analfabetismo, 1916

### Obras póstumas
- Para la Historia de Instrucción Popular, Lisboa,1973, volumen de textos organizados por Rogério Fernandes y editados por la Fundación Calouste Gulbenkian

## Otras obras de Adolfo Coelho
- Los dialectos romanos o neo-latinos en África, Asia y América
- Portugal e Islas Adyacentes
- Cuentos Populares Portugueses